# Сајтлинг
Сајтлинг је овчије, козје или свињско танко црево без слузокоже, мишићног слоја и серозе, непреврнуто.

## Обрада  танких црева у сајтлинг
Обрада црева почиње одвајањем од месентеријума, најбоље ручно пре него што се охладе, да би се добио сајтлинг доброг квалитета. Чишћење од садржаја се врши истискивањем према крајевима црева, после чега се црева оперу водом. Одстрањивање слузокоже, серозе и мишићног слоја може се вршити машински или ручно. Уколико се врши ручно, онда ове слојеве, пре одвајања, треба омекшати мацерацијом (делимично труљење ) у  води, у трајању од неколико дана. Слојеви се скидају повлачењем стругалице од почетка црева према средини. Код машинске обраде користи се систем глатких и ребрастих ваљака за разлабљивање и стругање слојева а мацерација није потребна. Овако обрађена црева садрже само субмукозу, називају се сајтлинг и не преокрећу се. Просечна дужина обрађених црева износи 14 – 26 m. Конзервишу се сољењем.

## Примена сајтлинга
Овчији и козји сајтлинг се користе у кобасичарству за производњу виршле и роштиљ кобасица. Од овчијег сајтлинга се прави и хируршки конац и музичка струна. Свињски сајтлинг се користи у производњи кобасица које се једу заједно са омотачем.